# Umboi
Umboi (nota anche come Rooke o Siassi) è un'isola vulcanica di Papua Nuova Guinea.

## Geografia
L'isola di Umboi è un'isola vulcanica, senza eruzioni documentate in epoca storica, posizionata nello Stretto di Dampier (Papua Nuova Guinea), tra la Penisola di Huon, nella parte nord-orientale di Papua Nuova Guinea e la Nuova Britannia.
Il clima è tropicale umido. Il terreno principalmente  basaltico-andesitico è ricoperto di Foresta pluviale di pianura. La caldera, larga 13 km e lunga 17, è posizionata nella parte nord-occidentale dell'isola dove sono presenti tre piccoli laghi e alcune aree termali.

## Fauna
L'isola è popolata da otto diverse specie di pipistrelli frugivori (tra cui gli endemici Dobsonia anderseni, Dobsonia praedatrix, Melonycteris melanops e Nyctimene albiventer) ed è nota come importante sito di nidificazione di diverse specie di uccelli marini.
Nel 2004, testimoni oculari vi avrebbero avvistato il Ropen, una creatura misteriosa dall'aspetto di un enorme rettile volante.